# Myrmecozela corymbota
Myrmecozela corymbota är en fjärilsart som beskrevs av Edward Meyrick 1919. Myrmecozela corymbota ingår i släktet Myrmecozela och familjen äkta malar.
Artens utbredningsområde är Peru. Inga underarter finns listade i Catalogue of Life.